# Přídavek (hudba)

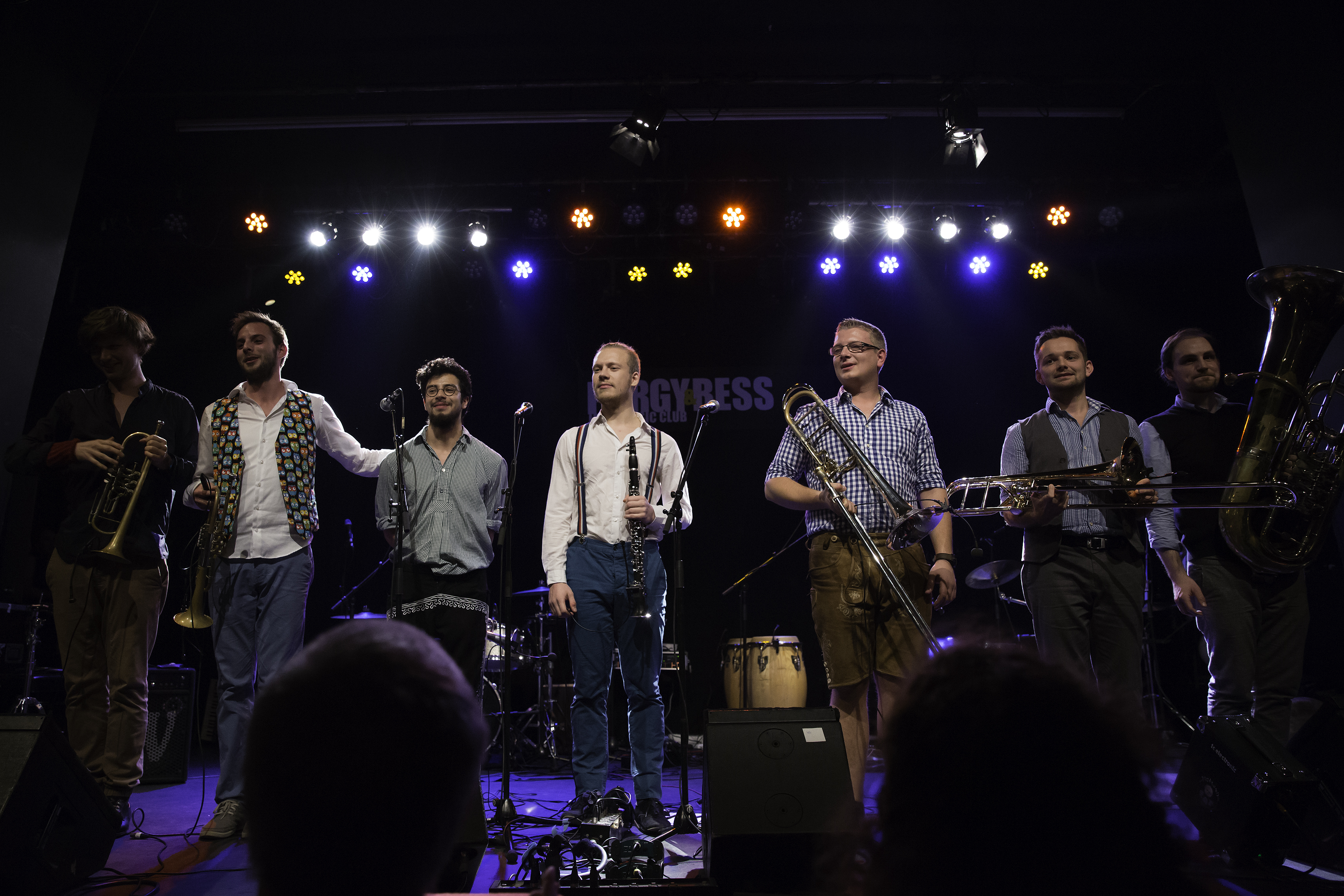
Přídavek na Austrian Music Awards 2015.

Přídavek je obvykle skladba či jedna ze série skladeb, které jsou uváděny na konci hudebního (koncertního) vystoupení. Často jde o populární, posluchačsky vděčné skladby daného interpreta či autora nebo o mimořádné ukázky jeho umění. Někdy je přídavek již předem uveden v programu koncertu, jindy může být jeho výběr a uvedení předmětem improvizace. Publikum si může přídavek vyžádat vydatným potleskem.
Ku příkladu v programu novoročních koncertů Vídeňských filharmoniků bývají s železnou pravidelností uváděny tři přídavky, z nichž jedním je valčík Na krásném modrém Dunaji (An der schönen blauen Donau) Johanna Strausse mladšího a dalším Radeckého pochod (Radetzky-Marsch) Johanna Strausse otce.